# Heydar Aliyev International Airport
Heydar Aliyev International Airport is de internationale luchthaven van de Azerbeidzjaanse hoofdstad Bakoe. Ze ligt op ongeveer 15 kilometer noordoostelijk van de hoofdstad, nabij de plaats Bina. Ze verwerkt ongeveer 1 miljoen passagiers per jaar.
Het is de thuishaven van de nationale luchtvaartmaatschappij Azerbaijan Airlines, van Turan Air en van de vrachtmaatschappij Silk Way Airlines.
De luchthaven werd geopend in 1980 en heette aanvankelijk Bina International Airport. De luchthaven werd grondig gerenoveerd in  1998-99. In 2004 werd ze vernoemd naar de in 2003 overleden president Heydər Əliyev. Een nieuwe terminal werd in 2013 in gebruik genomen.